# XCL1
XCL1, hemokin (C motiv) ligand 1, je mali citokin iz XC hemokin familije koji je takođe poznat kao limfotaktin (engl. lymphotactin). On se može naći u visokim koncentracijama u slezini, timusu, malim crevima i perifernim krvnim leukocitima, i u nižim koncentracijama u plućima, prostatnoj žlezdi i jajnicima. U XCL1 ćelijske izvore spadaju aktivirane CD8+ T ćelije iz timusa i periferne krvi. Ovaj hemokin privlači T ćelije. Kod ljudi, XCL1 je blisko srodan hemokinu XCL2, čiji gen se nalazi na istom lokusu hromozoma 1. XCL1 vrši svoju funkciju putem vezivanja za hemokin receptor pod imenom XCR1.